# Helmut Weiß
Helmut Weiß (* 13. Mai 1913 in Dresden; † 18. August 2000 in Narva, Estland), seit 1937 Helmut Weiss-Wendt genannt, war ein kommunistischer Schriftsteller und Musiker jüdischer Abkunft.

## Leben
Helmut Weiß wuchs als Sohn jüdischer Eltern – der Vater stammte aus Galizien, die Mutter aus Leipzig – im Dresdner Stadtteil Striesen in kleinbürgerlichen Verhältnissen auf. Die Eltern ermöglichten ihm den Besuch des König-Georg-Gymnasiums und ließen ihm eine musikalische Ausbildung zukommen. Mit 16 Jahren brach Helmut Weiß recht abrupt aus den kleinbürgerlichen Verhältnissen aus. Er verließ die jüdische Gemeinde und trat in den Kommunistischen Jugendverband Deutschlands ein. Er las sehr viel und zeigte bald ungewöhnliche sprachliche Begabung. Neigung und Talent zur kommunistischen Agitation brachten ihm in der Obersekunda den Herauswurf aus der Schule ein. Die KPD-Fraktion nutzte diesen und den beinahe gleichzeitigen Fast-Abbruch der Schullaufbahn von Weiß’ wenig älterem Genossen Max Zimmering am Wettiner Gymnasium in Dresden im Sächsischen Landtag zu einer grundsätzlichen Auseinandersetzung mit dem „kapitalistischen Erziehungssystem“. Rasch nacheinander wurde Helmut Weiß wegen kommunistischer Agitation aus zwei Lehrstellen entlassen.
Mit zahlreichen kleinen Prosastücken und Gedichten für sozialistische Zeitungen und als Klavierlehrer versuchte er, sich über Wasser zu halten. Die Dresdner Gruppe des Bundes proletarisch-revolutionärer Schriftsteller nahm ihn auf. Vom Organ des Bundes, der Linkskurve, erhielt er einen Preis für eine Kurzgeschichte. Er ging für einige Zeit „auf die Walz“ nach Berlin und in den Westen und lernte eine Reihe sozialistischer Schriftsteller, darunter Franz Carl Weiskopf, Fritz Erpenbeck, Ludwig Renn und Hans Marchwitza, kennen; einige unterstützten seine schriftstellerische Arbeit. Um zu überleben, schrieb er bald so viel, dass er sich hinter Pseudonymen verstecken musste, darunter dem Namen Hans Wendt (Bremen).
Weiß trat 1930 in die KPD und die Rote Hilfe ein, wurde ein geschätzter Agitator, leistete aber keine weitere Parteiarbeit. Mit Beginn der NS-Zeit verlor er alsbald alle Möglichkeiten zur Veröffentlichung, weil er als Jude und Kommunist nicht Mitglied der Reichsschrifttumskammer werden konnte. Illegal schaffte er Texte in die Tschechoslowakei, die in deutschsprachigen Zeitungen in Charkow und Odessa gedruckt und über einen Prager und einen Schweizer Sender verbreitet wurden. Ohne Parteiauftrag brachte er aus Prag illegale KPD-Schriften mit.
Als seine Situation unhaltbar wurde und die meisten seiner Genossen verhaftet waren, hatte Weiß einzigartigen Erfolg mit einem eigenwilligen Emigrationsversuch. Auf einen an die sowjetische Botschaft gerichteten Antrag erhielt er im Herbst 1934 die Einbürgerung in die Sowjetunion und einen sowjetischen Pass. Damit reiste er legal nach Charkow. Dort folgte rasche Ernüchterung: Weiß konnte seine Parteimitgliedschaft nicht nachweisen, löste Verdacht aus ob seiner Materialtransporte auf eigene Faust, wurde wegen seiner Sowjetbürgerschaft nicht als Emigrant anerkannt und durfte nichts veröffentlichen. Eine hektisch geschlossene Ehe scheiterte rasch. Erst 1936 durfte Weiß nach Moskau gehen; seine Parteimitgliedschaft wurde schließlich anerkannt. Er erhielt eine eher demütigende Beschäftigung als Musikbegleiter in einem Lichtspielhaus.
Anscheinend in Unkenntnis der prekären Situation von Helmut Weiß brachte dann 1937 der Staatsverlag der Nationalen Minderheiten in Kiew eine Sammlung von „Geschichten aus Hitlerdeutschland“ unter Weiß’ Pseudonym Hans Wendt mit dem Titel „Heer im Dunkeln“ heraus. In der in Moskau erscheinenden Deutschen Zentralzeitung, dem Blatt der KPD, erschien im November 1937 von Herbert Wehner (unter seinem Decknamen Kurt Funk) eine bitterböse Rezension dieses Buches. Dem Autor warf er vor, mit einer mitleidigen Darstellung eines von der Gestapo gequälten und missbrauchten KPD-Funktionärs „Denkmäler für Verräter“ gesetzt zu haben. Mit diesem Autor, so forderte Wehner, „muß sich die entsprechende Instanz beschäftigen“. Weiß wurde danach verhaftet und am 29. Dezember 1937, auf dem Höhepunkt der Stalinschen Säuberungen, von einer „Sonderberatung“ beim NKWD zu zehn Jahren Lager und anschließender ewiger Verbannung verurteilt; der Verurteilung folgte, wie in der sowjetischen Emigration üblich, der Ausschluss aus der KPD, den Wilhelm Pieck, Walter Ulbricht, Wilhelm Florin und Herbert Wehner beschlossen.
Weiß verbüßte Haft und Verbannung im KarLag in Karaganda/Kasachstan unter dem ihm vom NKWD verliehenen Namen Weiss-Wendt, den er beibehielt. Im Lager lernte Weiss-Wendt seine aus Estland stammende Frau Lilly Luigas kennen, die er bei Ende der Haftzeit 1947 heiraten durfte. Bis 1957 musste die Familie mit dem im Lager geborenen Sohn Juri in Karaganda bleiben. Weiss-Wendt hatte es dort nach der Haft zum Chorleiter und Musikpädagogen gebracht. Nach der Rehabilitation und Befreiung von der Verbannung ging die Familie 1957 nach Estland. Helmut Weiss-Wendt sah in dem ihm fremd gewordenen Deutschland keine Lebensgrundlage. In Narwa blieb er bis ins hohe Alter als Musikerzieher, Chorleiter und Komponist tätig. Zwar besuchte er in den 70er und 80er Jahren wiederholt seine deutsche Heimat, schlug dort aber keine Wurzeln mehr. Neue Texte hat er seit 1937 nicht mehr veröffentlicht. In der DDR erschienen etliche Gedichte von Helmut Weiß in Anthologien; der Dresdner Michael Hahnewald würdigte in der Presse seine Geburtstagsjubiläen. Helmut Weiss-Wendt starb in Narwa am 18. August 2000.

## Werke
- Heer im Dunkeln. Geschichten aus Hitlerdeutschland. Kiew 1937.
- Diamanten am Sumidouro. Hörspiel. 1934, gesendet vom Prager und vom Schweizer Rundfunk.
- Der Tabakprolet. In: Die Linkskurve. Nr. 6/1930.

## Ausstellungen

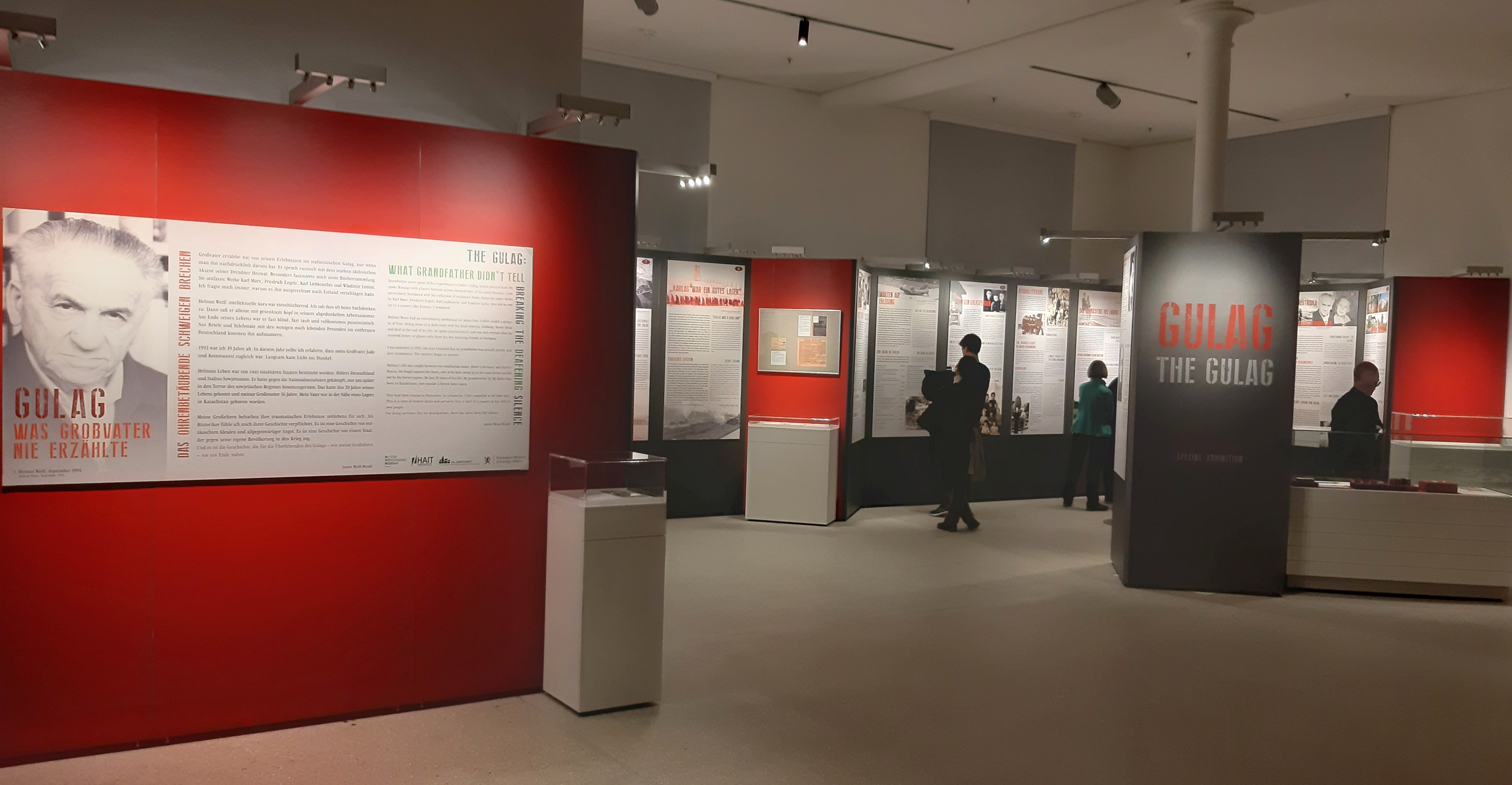
Blick in die Ausstellung im Militärhistorisches Museum der Bundeswehr

Vom 6. Dezember 2019 bis zum 14. April 2020 fand im Militärhistorischen Museum der Bundeswehr in Dresden eine Ausstellung zum Leben von Helmut Weiß statt. Titel der Ausstellung war „GULAG. WAS GROSSVATER NICHT ERZÄHLTE. Die Geschichte des Dresdners Helmut Weiß“.